# Хернад
Хернад или Хорнад (на словашки: Hornád, на унгарски: Hernád) е река в Словакия (Прешовски и Кошицки край) и Унгария (област Боршод-Абауй-Земплен), ляв приток на Шайо (десен приток на Тиса, ляв приток на Дунав). Дължина 286 km, площ на водосборния басейн 5500 km².
Река Хернад води началото си под името Хорнад на 1349 m н.в., от североизточното подножие на връх Кральова Холя (1948 m), разположен в източната част на планината Ниски Татри, в югозападна част на Прешовски край в Словакия. В горното си течение Хорнад тече на север, а след село Граневница завива на изток. Пресича Спишката котловина по нейната южна периферия и след град Кромпахи навлиза в дълъг (около 40 km) и живописен каньон, чрез който преодолява североизточните разклонения на Словашките Рудни планини. При село Кисак излиза от каньона, рязко завива в южна посока и при град Кошице навлиза в обширната Кошицка котловина. След словашкото село Трщене при Хорнаде на протежение около 8 km служи за граница между Словакия и Унгария, след което изцяло навлиза на унгарска територия вече под името Хернад. Тук долината на реката силно се разширява и е разположена между хълмистата област Черехат на запад и нископланинския масив Земплен (784 m) на изток. Влива се отляво в река Шайо (десен приток на Тиса, ляв приток на Дунав), на 97 m н.в., на 1 km югоизточно от село Онод.
На запад водосборният басейн на Хернад (Хорнад) граничи с водосборните басейни на река Бодва и други по-малки леви притоци на Шайо, на северозапад – с водосборните басейни на реките Хрон и Вах (леви притоци на Дунав), на север – с водосборния басейн на река Висла (от басейна на Балтийско море), а на изток – с водосборния басейн на река Бодрог (десен приток на Тиса). В тези си граници площта на водосборния басейн на Хернад (Хорнад) възлиза на 5500 km² (43,3% т водосборния басейн на Шайо).
Основните притоци: леви – Свинка (51 km, 345 km²), Ториса (129 km, 1349 km²), Олшава (50 km, 340 km²); десни – Хнилец (89 km, 654 km²), Баршоньош.
Хернад (Хорнад) има предимно дъждовно подхранване с ясно изразено пролетно пълноводие и лятно маловодие, с характерни епизодични лятно-есенни прииждания в резултат на поройни дъждове във водосборния ѝ басейн.
В каньона на реката между Кромпахи и Кисак е изграден язовирът Рузин, като в основата на преградната му стена действа мощна ВЕЦ. Почти по цялото си протежение долината на реката е гъсто заселена. По-големите селища са градовете: Спишка Нова Вес, Спишка Влахи, Кромпахи и Кошице в Словакия; Хернаднемети в Унгария.